# Charon (satelit)
Charon (/'ʃa.ron/), sau (134340) Pluto I, este cel mai mare dintre sateliții lui Pluto. El are o rază medie de 606 de km. Charon este al șaselea cel mai mare obiect transneptunian cunoscut după Pluto, Eris, Haumea, Makemake și Gonggong. A fost descoperit în 1978 la United States Naval Observatory în Washington, D.C., folosind plăci fotografice făcute la United States Naval Observatory Flagstaff Station (NOFS).
Cu jumătate din diametrul și o optime din masa lui Pluto, Charon este un satelit foarte mare în comparație cu corpul său principal. Influența sa gravitațională este așa încât baricentrul sistemului Plutonian este în afara lui Pluto, și cele două corpuri sunt în rotație sincronă unul cu celălalt.
Zona roșu-maronie de la polul nord al lui Charon este făcută din toline și macromolecule organice care ar putea fi ingrediente esențiale pentru viață. Aceste toline au fost produse din metan, azot și gaze asemănătoare din atmosfera lui Pluto care au fost transferate peste 19,000 de km până la satelit.

Sonda New Horizons este singura care avizitat sisemul Pluto. S-a apropiat de Charon până la 27.000 km în 2015.

## Descoperire

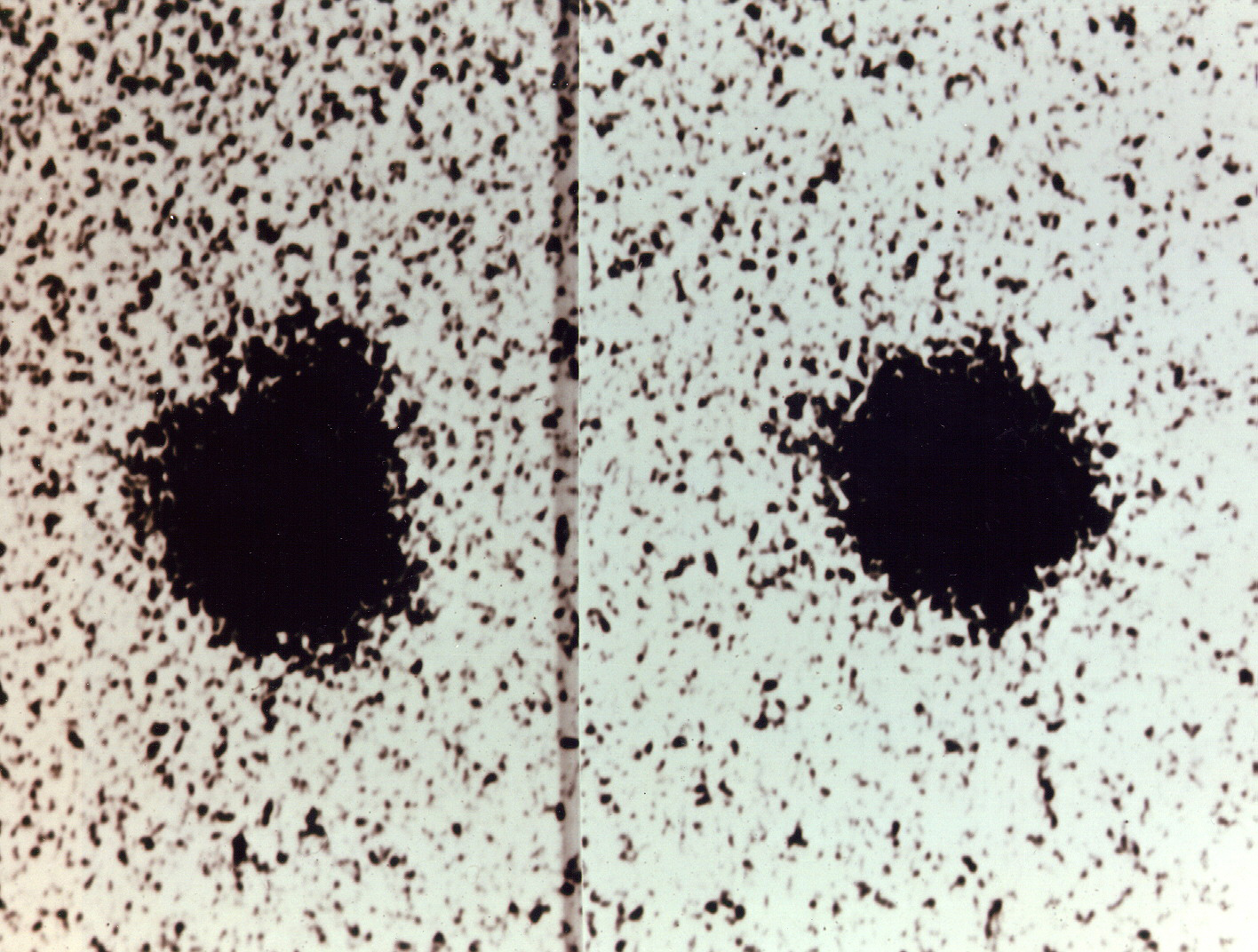
Descoperirea lui Charon la Naval Observatory Flagstaff Station ca o umflătură variabilă în timpa pe imaginea lui Pluto (văzută aproape de partea de stânga-sus, dar absentă pe partea dreaptă). Imagine negativă.

Charon a fost descoperit de către astronomul James Christy de la United States Naval Observatory, folosind telescopul cu lentila de 1,55 metri de la United States Naval Observatory Flagstaff Station (NOFS). Pe 22 Iunie 1978, el examina poze foarte mărite cu Pluto pe plăci fotografice făcute cu ajutorul telescopului cu 2 luni înainte. Christy a observat o mică elongare care apărea periodic. Umflătura apărea pe plăci datând până din 29 aprilie 1965. Uniunea Astronomică Internațională a anunțat în mod oficial descoperirea lui Christy pe 7 iulie 1978.
Observații ulterioare ale lui Pluto au determinat că umflătura era din cauza unui corp mai mic însoțitor. Periodicitatea umflăturii corespundea cu perioada de rotație a lui Pluto, care a fost descoperită anterior din curba de lumină a lui Pluto. Aceasta indica o orbită sincronă, care sugera că efectul de umflătură era real și nu fals. Aceasta a rezultat în reexaminarea mărimii, masei și a altor caracteristici fizice ale lui Pluto pentru că, masa calculată și albedoul sistemului Pluto–Charon erau atribuite anterior numai lui Pluto.
Îndoieli despre existența lui Charon au dispărut când Pluto a intrat o perioadă de 5 ani de eclipse și tranzituri reciproce între 1985 și 1990. Aceasta se întâmplă când planul orbital Pluto–Charon este paralel cu cel al Pământului, care se întâmplă la două intervale în perioada orbitală a lui Pluto de 248 de ani. Faptul că unul dintre aceste intervale s-a întâmplat nu cu mult după descoperirea lui Charon a fost o coincidență fericită.

## Nume

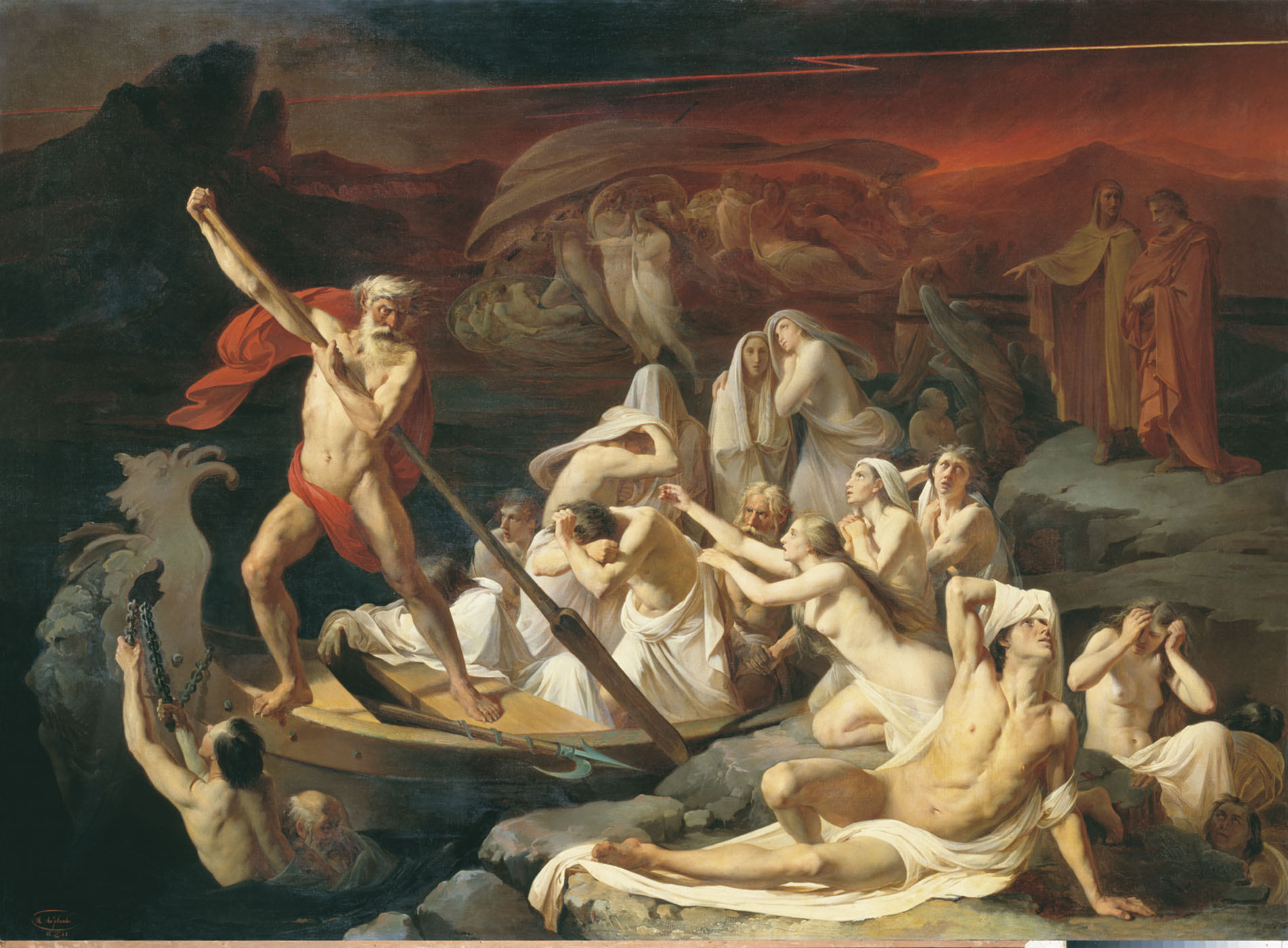
Charon este numit după Charon, barcagiul morților în mitologia greacă, arătat în această pictură din secolul nouăsprezece de Alexander Litovchenko

După descoperirea sa, Charon era cunoscut la început după denumirea sa temporară S/1978 P 1, conform convenției recent instituite. Pe 24 Iunie 1978, Christy a sugerat inițial numele Charon ca o versiune mai științifică a poreclei "Char" a soției lui Charlene. Deși colegii lui de la Naval Observatory au propus numele Persephone, Christy a rămas cu Charon după ce a descoperit că, coincidental, numele se referă la o figură mitologică grecească: Charon (/ˈkɛərən/; greacă veche Χάρων) care este barcagiul morților, puternic asociat cu mitul zeului Hades or Plouton (greacă veche Πλούτων, Ploútōn), pe care romanii îl identificau cu zeul lor Pluto. IAU a adoptat numele în mod oficial la sfârșitul lui 1985 și a fost anunțat pe 3 ianuarie 1986.
Autorul Edmond Hamilton a scris despre trei sateliți ai lui Pluto în nuvela lui science fiction publicată în 1940 Calling Captain Future, numindui Charon, Styx și Cerberus.
Există o dezbatere minoră despre pronunția preferabilă a numelui. Practica urmării pronunției clasice stabilită pentru barcagiul mitologic Charon, cu sunetul "k" (IPA /k/), este folosită de dicționare englezești importante, precum dicționarele Merriam-Webster și Oxford. Acestea indică numai pronunția cu "k" a lui "Charon" cu referire la satelitul lui Pluto. Vorbitorii altor limbi înafară de engleză și mulți astronomi vorbitori de engleză urmează această pronunție. Însă, Christy pronunța grupul inițial "ch" ca sunetul "ș" (IPA /ʃ/), după soția lui, Charlene. Mulți astronomi urmează acestă convenție,care este totodată pronunția preferată de NASA și de echipa New Horizons.

## Formare
Simulări publicate în 2005 de Robin Canup sugerează că Charon ar putea fi format de o coliziune de acum aproximativ 4.5 miliarde de ani, asemănător cu Pământul și Luna. În acest model, un obiect mare din Centura Kuiper s-a ciocnit cu Pluto cu o viteză mare, distrugându-se și lansând în spațiu mare parte din mantaua exterioară a lui Pluto, din resturile căreia s-a format Charon. Însă, dintr-un astfel de impact ar fi trebuit să rezulte un Charon cu mai multă gheață și un Pluto mai pietros decât ce au observat cercetătorii. Acum se crede că, se poate ca Pluto și Charon să fi fost două corpuri care s-au ciocnit, înainte de a intra în orbită unul în jurul celuilalt. Coliziunea ar fi fost destul de violentă încât să facă ghețurile mai volatile ca metanul (CH
4) să fiarbă dar, nu destul de violentă încât să fi distrus unul dintre corpuri. Densitățile foarte similare ale lui Pluto și Charon sugerează că corpurile originale nu erau complet diferențiate când ciocnirea s-a întâmplat.

## Atmosferă
Charon nu are o atmosferă semnificativă, în timp ce planeta pitică pe care o orbitează, Pluto, are. Existau speculații despre o atmosferă minusculă ce înconjoară satelitul lui Pluto, dar nimic ce ar putea dovedi ceva substanțial. Deoarece se crede că formarea lui Charon a fost produsă de o coliziune, ar însemna că nu a existat nicio etapă de răcire pentru satelit, în care gazele care-l înconjurau să formeze o atmosferă, nedându-i nicio șansă să formeze una.
În anumite condiții specifice, gravitația lui Charon trage puțin din atmosfera superioară a lui Pluto, mai precis azot din formațiunile de gheață ale lui Pluto, către suprafața sa. Mare parte din azot rămâne prins în centrul atracției gravitaționale înainte să ajungă la Charon, dar gazul care ajunge la Charon este ținut aproape de suprafață. Gazul este în mare făcut din ioni de azot, iar transferul de atmosferă este atât de mic încât este neglijabil.
Multe semnături spectrale ale formațiunilor de gheață pe suprafața lui Charon i-au făcut pe unii cercetători să creadă că formațiunile de gheață ar putea alimenta o atmosferă, dar astfel de formațiuni nu au fost confirmate încă. Mulți oameni de știință teoretizează că aceste formațiuni de gheață ar putea fi ascunse în cratere adânci sau în subteranul lui Charon. Similar cu transferurile de atmosferă de la Pluto către Charon, gravitația sa scăzută cauzează orice atmosferă prezentă să scape în spațiu. Chiar și prin ocultație stelară, care este folosită pentru a analiza atmosferele corpurilor cerești, oamenii de știință nu pot confirma nicio atmosferă, așa cum a fost testată în 1986 în timp ce se încerca o testare prin ocultație stelară pe Pluto. De asemenea, Charon acționează ca un protector pentru atmosfera lui Pluto, blocând vântul solar care în mod normal s-ar ciocni cu Pluto, deteriorându-i atmosfera. Cum Charon blochează aceste vânturi solare, atmosfera sa este deteriorată, în loc de cea a lui Pluto. Acest fenomen este totodată o speculare serioasă pentru faptul că Charon nu are atmosferă; când începe să se acumuleze, vântul solar o distruge. Deși, este încă posibil ca Charon să aibă o atmosferă. Afirmat anterior, Pluto transferă multe gaze din atmosfera sa către Charon, dar Charon nu reușește să împiedice scăparea acelor gaze. Presupunând că densitatea lui Charon este de 1.71 g cm^3, care este o estimare aproximativă pe care o avem, ar avea o gravitație de 0.6 raportată la cea a lui Pluto. Totodată, el are masă moleculară medie mai mare decât cea a lui Pluto și o temperatură a suprafeței mai scăzută, însemnând că gazelor din 'atmosfera' sa le-ar fi mult mai greu să scape de pe Charon decât de pe Pluto.
Există dovezi semnificative de gaz CO2 și de vapor H2O pe suprafața lui Charon, dar acești vapori nu sunt suficienți pentru o atmosferă viabilă din cauza presiunilor lor scăzute. Pe suprafața lui Pluto se află multe formațiuni de gheață, dar aceste sunt volatile, însemnând că sunt făcute din substanțe volatile precum metanul. Aceste structuri de gheață volatile cauzează activitate geologică, păstrându-i atmosfera constantă, în timp ce structurile de gheață de pe Charon sunt în mare parte făcute din apă și dioxid de carbon, substanțe mult mai puțin volatile care pot rămâne inactive fără să afecteze atmosfera prea mult.

## Orbită

O vedere simulată a sistemului Pluto–Charon care arată că Pluto orbitează un punct în exteriorul său. Se poate observa și rotația sincronă reciprocă dintre cele două corpuri.

Charon și Pluto se orbitează reciproc odată la 6,387 zile. Cele două obiecte sunt în rotație sincronă unul față de celălalt, așa că fiecare își arată tot timpul aceeași față celuilalt. Acesta este un caz de rotație sincronă reciprocă, în comparație cu Pământul și Luna, unde Luna își arată tot timpul aceeași față Pământului, dar nu vice versa. Distanța medie dintre Charon și Pluto este de 19.570 kilometri (12.160 mi). Descoperirea lui Charon le-a permis astronomilor să calculeze masa sistemului Plutonian mai exact, și ocultații reciproce au dezvălui mărimile lor. Însă, niciuna nu a indicat masele individuale ale corpurilor, care au putut să fie doar estimate, până la descoperirea sateliților exteriori ai lui Pluto la sfârșitul lui 2005. Detalii din orbitele sateliților exteriori au arătat că Charon are aproximativ 12% din masa lui Pluto.

## Caracteristici fizice

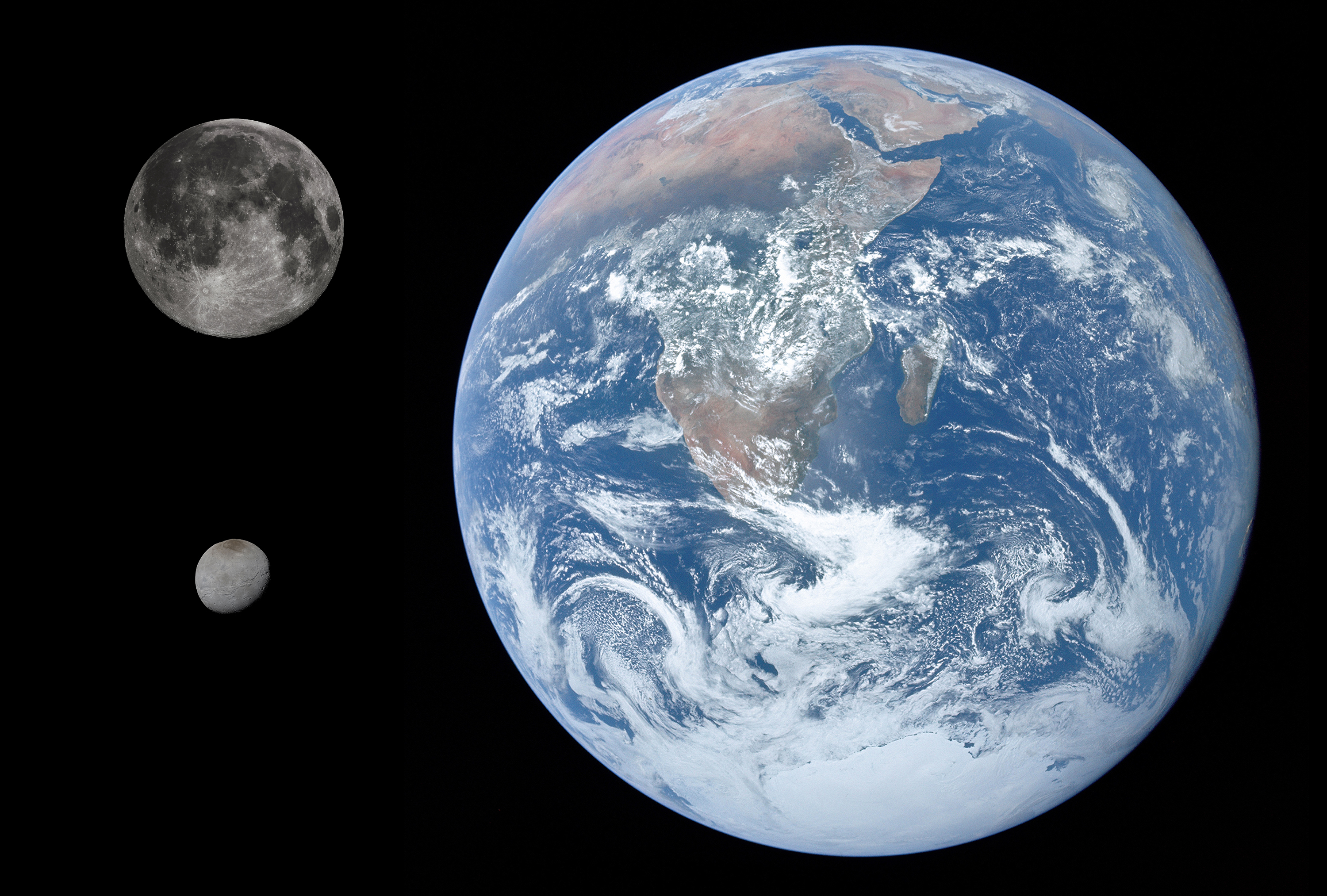
Compareție de mărimi: Pământul, Luna și Charon

Diametrul lui Charon este de 1.212 kilometri (753 mi), puțin peste jumătate din cel al lui Pluto. Mai mare decât planeta pitică Ceres, este al doisprezecelea cel mai mare satelit natural din Sistemul solar. Charon are o mărime similară cu sateliții lui Uranus,Umbriel și Ariel. Rotația înceată a lui Charon înseamnă că ar trebui să aibă o aplatizare și o deformare mareică mică, dacă Charon este suficient de masiv să fie în echilibru hidrostatic. Orice deviere de la o sferă perfectă este prea mică pentru a fi detectată de misiunea New Horizons. Aceasta este în contrast cu Iapetus, un satelit Saturnian cu o mărime similară cu a lui Charon, dar cu o aplatizare pronunțată datând din istoria sa timpurie. Absența unei asemenea aplatizări pe Charon ar putea fi pentru că se află în echilibru hidrostatic în prezent, sau pur și simplu orbita sa s-a apropiat de cea din prezent în istoria sa timpurie, când încă era cald.
Bazat pe actualizări ale masei făcute New Horizons, raportul de masă dintre Charon și Pluto este de 0.1218:1. Acesta este mult mai mare decât cel dintre Lună și Pământ: 0.0123:1. Din cauza raportului de masă mare, baricentrul este în afara razei lui Pluto, iar sistemul Pluto–Charon este uneori numit o planetă pitică dublă. Cu patru sateliți mai mici în orbită în jurul celor două lumi mai mari, sistemul Pluto–Charon a fost luat în considerare pentru studii despre stabilitatea orbitală a planetelor circumbinare.

### Interior

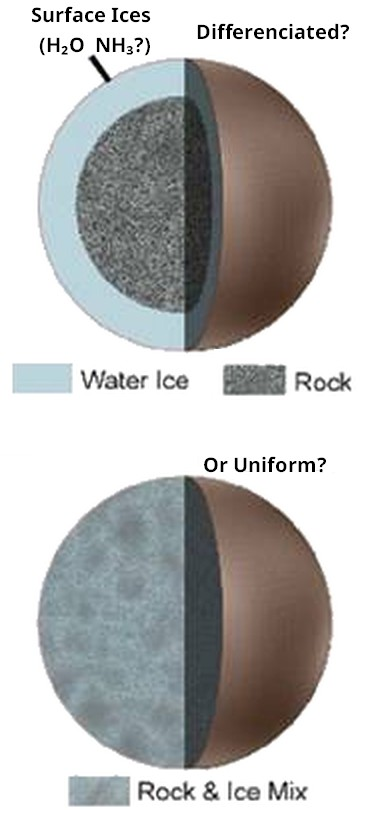
Cele două teorii contradictorii despre structura internă a lui Charon

Volumul și masa lui Charon ne permit să-i calculăm densitatea, 1.702±0.017 g/cm3, din care se poate determina că Charon este ușor mai puțin dens decât Pluto și care sugerează o compoziție de 55 % rocă și 45 % gheață (±5 %), in timp ce Pluto este alcătuit din aproximativ 70 % rocă. Diferența este considerabil mai mică decât cele ale altor sateliți colizionali. Înainte de zborul lui New Horizons, existau două teorii despre structura internă a lui Charon: unii oameni de știință credeau că Charon este un corp diferențiat la fel ca Pluto, cu un nucleu pietros și o manta de gheață, în timp ce alții credeau că are un interior uniform. Dovezi care susțin ideea precedentă au fost găsite în 2007, când observații făcute de către Observatorul Gemini ale zonelor de hidruri de amoniac și cristale de apă de pe suprafața lui Charon au sugerat prezența criogeyserilor activi. Faptul că acea gheață era încă în formă cristalină sugerau că era depozitată recent, pentru că radiația solară ar fi degradat-o într*o stare amorfă după aproximativ treizeci de mii de ani.

### Suprafață

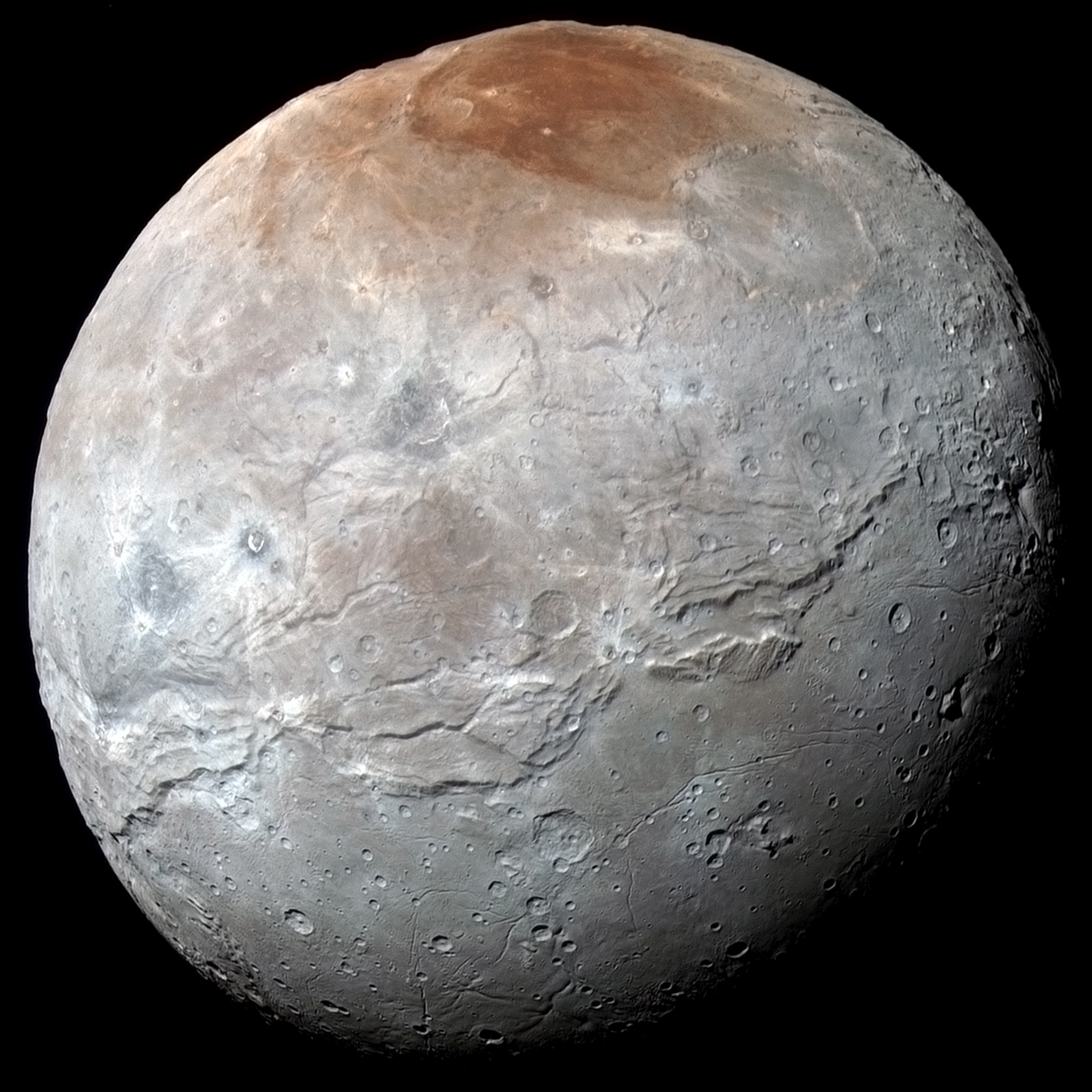
Charon în coloare îmbunătățită care evidențiază diferențele din compoziția suprafeței, arătând așa numita Mordor Macula în partea de sus

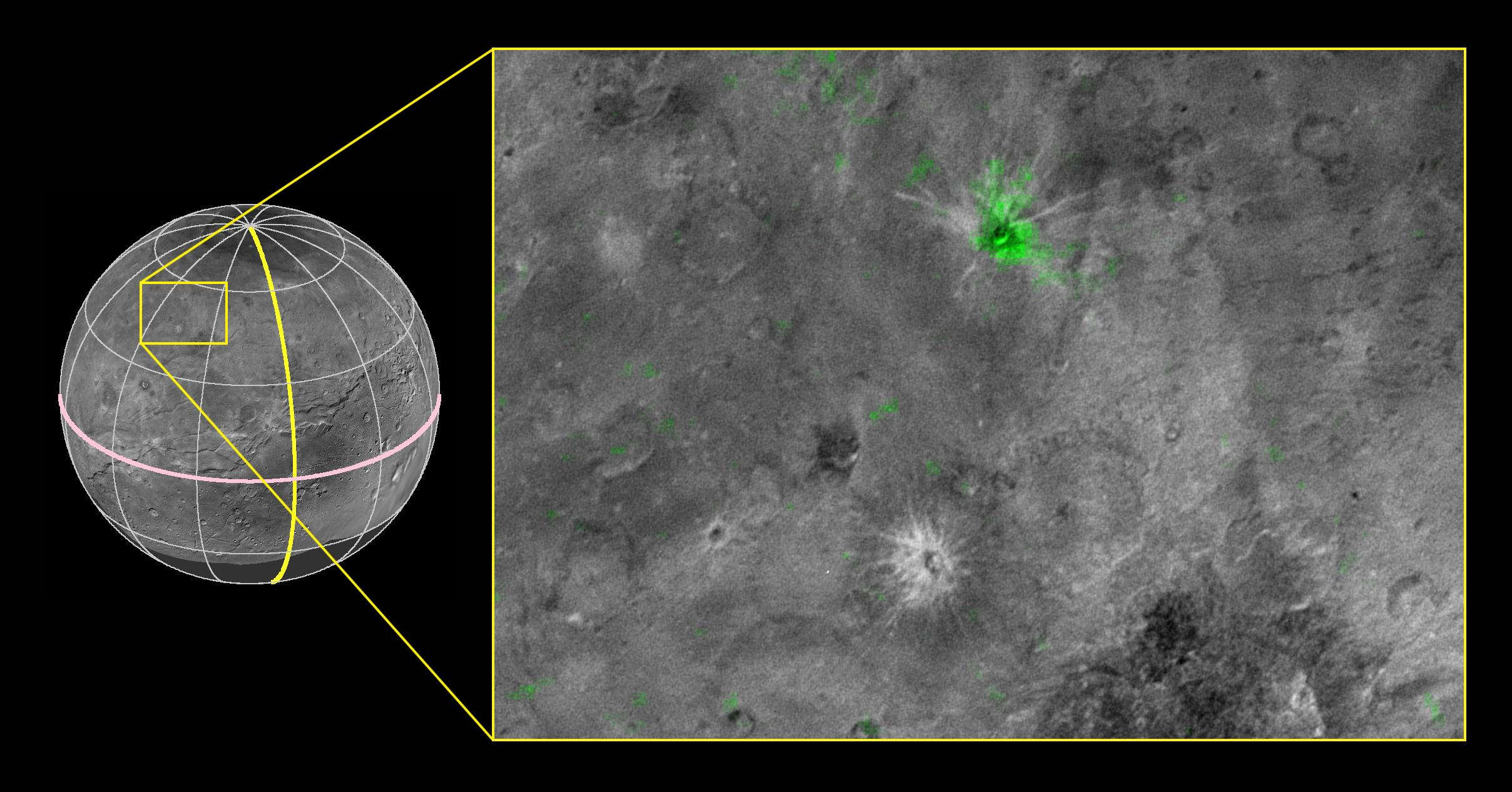
Organa, cel mai tânăr crater de pe Charon.

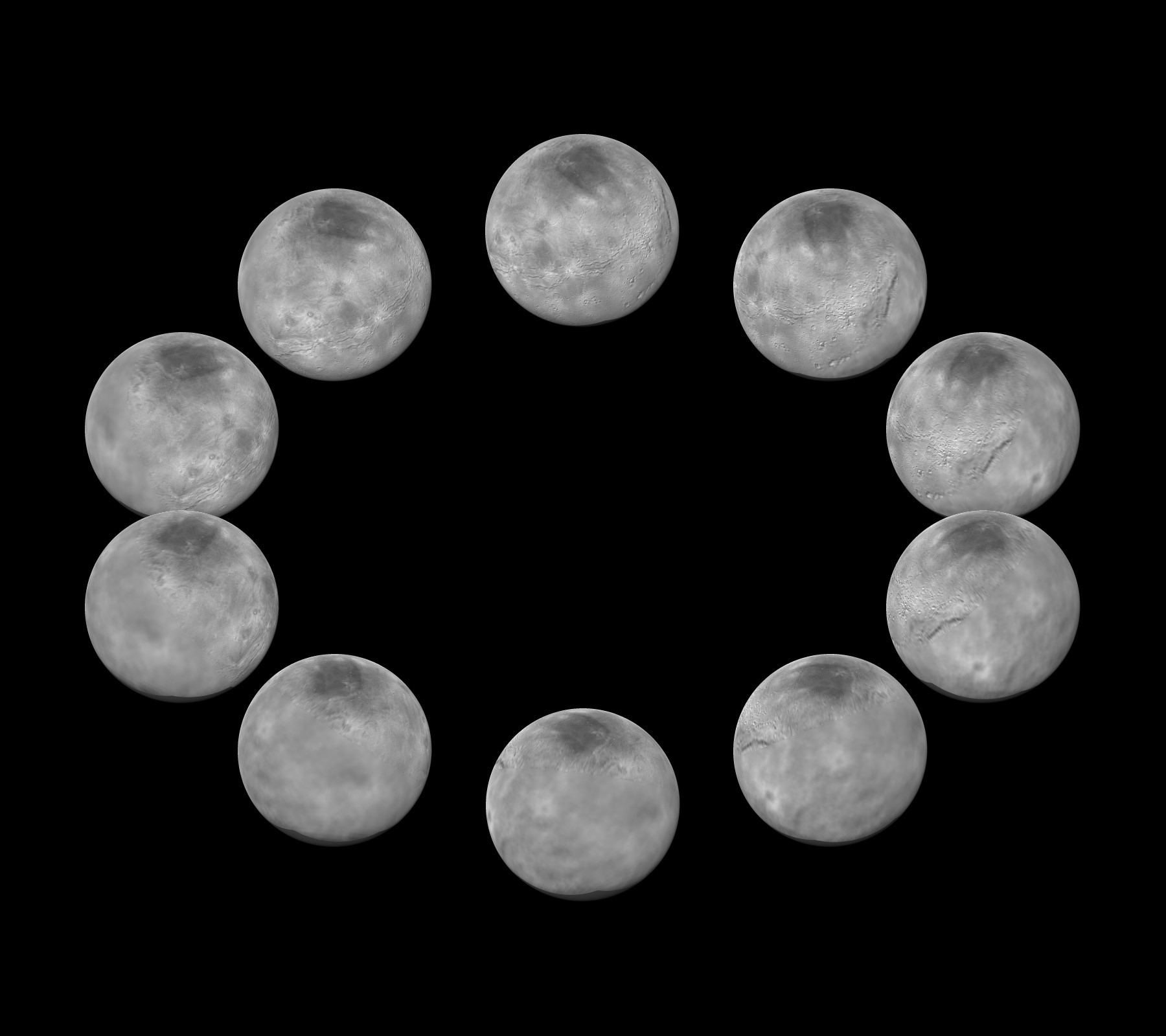
Mozaic cu imaginile cu cea mai mare rezoluție cu Charon din diferite unghiuri

Spre deosebire de suprafața lui Pluto, care este făcută din ghețuri de azot și metan, suprafața lui Charon pare să fie dominată de gheață de apă mai puțin volatilă. În 2007, observații făcute de Gemini Observatory cu zonele de hidruri de amoniac și cristale de apă de pe suprafața lui Charon sugerau prezența criogeyserilor și a criovulcanilor activi.
Cartografierea fotometrică a suprafeței lui Charon arată tendințe latitudinale în albedo, cu o fâșie ecuatorială mai strălucitoare și poli mai întunecați. Regiunea polului nord este dominată de o zonă întunecată foarte mare numită informal "Mordor" de către echipa New Horizons. Explicația favorită pentru acest fenomen este că aceste zone sunt formate de condensarea gazelor care au scăpat din atmosfera lui Pluto. În timpul iernii, temperaturile sunt de −258 °C, iar aceste gaze, care includ azot, dioxid de carbon și metan, se condensează în formele lor solide; când aceste ghețuri sunt supuse radiației solare, ele reacționează chimic pentru a forma diverse toline roșiatice. Mai târziu, când zona este încălzită din nou de Soare în timp ce anotimpurile lui Charon se schimbă, temperatura la poli crește până la −213°C, cauzând sublimarea volatililor și scăparea lor de pe Charon, lăsând numai tolinele în urmă. După milioane de ani, tolinele reziduale se acumulează în starturi groase, acoperind scoarța făcută din gheață. În plus față de Mordor, New Horizons a găsit dovezi ale unei geologii ample din trecut care sugerează că Charon este probabil diferențiat; în special, emisfera sudică are mai puține cratere decât emisfera nordică și este mult mai puțin rugoasă, sugerând că un eveniment masiv de refacere al scoarței, probabil stârnit de înghețarea parțială sau completă a unui ocean intern—s-a întâmplat la un moment dat în trecut și care a eliminat multe dintre craterele vechi.
În 2018, Uniunea Astronomică Internațională a numit un crater de pe Charon, ca Revati, care este un personaj din epopeea hindusăMahabharata.
Charon are o serie de grabene și canioane extinse, precum Serenity Chasma, care se extind ca o centură ecuatorială pentru cel puțin 1.000 km (620 mi). Argo Chasma are o adâncime de până la 9 km (6 mi), cu stânci abrupte care concurează cu Verona Rupes de pe Miranda, pentru titlul de cea mai înaltă stâncă din sistemul solar.

#### Munte într-un șanț
Într-o poză făcută de New Horizons, o formă de relief neobișnuită a captivat și uimit echipa de cercetători a misiunii. Imaginea dezvăluie un munte care se ridică dintr-o depresiune. Este "un munte mare stând într-un șanț", a spus Jeff Moore, de la Ames Research Center al lui NASA, într-o declarație. "Aceasta este o formă de relief care a uluit și contrariat geologii", a adăugat el. New Horizons făcut poza de la o distanță de 78,858 km (49,000 mi).

## Observare și explorare
De la primele imagini blurate ale satelitului (1), imagini arătându-l pe Pluto și pe Charon ca discuri separate a fost făcute prima oară de Telescopul spațial Hubble în anii 90' (2). Telescopul a fost responsabil pentru cele mai bune imagini ale satelitului, care erau totuși de o calitate inferioară. În 1994, cea mai clară imagine cu sistemul Pluto–Charon arăta două cercuri distincte și bine definite (3). Imaginea a fost făcută de Faint Object Camera (FOC) de pe Hubble când sistemul se afla la 4.4 de miliarde de kilometri de Pământ Mai târziu, dezvoltatarea opticii adaptive a făcut posibilă rezolvarea lui Pluto și Charon în discuri separate folosind telescoape de la sol.
În iunie 2015, sonda spațială New Horizons a capturat imagini consecutive cu sistemul Pluto–Charon în timp ce se apropia de el. Imaginile au fost puse laolaltă într-o animație. Era cea mai bună imagine cu Charon până la acea dată (4). În iulie 2015, sonda spațială New Horizons s-a apropiat cel mai mult de sistemul Pluto. Este singura sondă spațială de până acum care să-l fi vizitat și studiat pe Charon. Descoperitorul lui Charon, James Christy și copii lui Clyde Tombaugh au fost invitați la Johns Hopkins Applied Physics Laboratory în timpul apropierii maxime a lui New Horizons.

## Clasificare
Centrul de masă (baricentrul) sistemului Pluto–Charon se află înafara corpurilor. Pentru că niciunul dintre obiecte nu-l orbitează pe celălalt cu adevărat, iar Charon are 12.2% din masa lui Pluto, s-a obiectat că Charon ar trebui să fi considerat parte dintr-un sistem binar cu Pluto. Uniunea Astronomică Internațională (IAU) spune că Charon este considerat doar un satelit al lui Pluto, dar ideea că Charon ar putea fi clasificat ca o planetă pitică ar putea fi luată în considerare în viitor.
Într-o schiță de propunere de la redefinirea din 2006 a termenului, IAU a propus ca o planetă să fie definită ca un corp care orbitează Soarele și este destul de mare încât forțele gravitaționale să facă corpul (aproape) sferic. După această propunere, Charon ar fi fost clasificat ca o planetă, pentru că schița a definit în mod explicit un satelit planetar ca unul unde baricentrul se află în corpul major. În definiția finală, Pluto a fost reclasificat ca o planetă pitică, dar definiția formală a unui satelit planetar nu a fost hotărâtă. Charon nu este în lista planetelor pitice recunoscute în acest moment de IAU. Dacă schița ar fi fost acceptată, chiar și Luna ar fi clasificată ca o planetă peste miliarde de ani, când accelerarea mareică care îndepărtează treptat Luna de Pământ, o îndepărtează destul încât centrul masă al sistemului nu se mai află în interiorul Pământului.
Ceilalți sateliți ai lui Pluto –  Nix, Hydra, Kerberos și Styx –  orbitează același baricentru, dar nu sunt destul de mari încât să fie sferici și sunt pur și simplu considerați ca sateliți ai lui Pluto (sau Pluto–Charon).

## Galerie
|                                                    |
| Hartă globală a lui Charon în culoare îmbunătățită |

|                                                                          |
| Vederi în culoare îmbunătățită identic procesate ale lui Pluto și Charon |

|                                                              |
| Mozaic în culoare îmbunătățită de rezoluție înaltă cu Charon |

|                                                                           |
| Pluto și Charon, la scară. Văzuți în timpul apropierii lui New Horizons . |

|                                                                |
| Pluto și Charon văzuți de New Horizons (color; 11 iulie 2015). |

|                                                                        |
| Pluto și Charon văzuți de New Horizons (culoare falsă; 13 iulie 2015). |

|                                                                    |
| Charon – partea întunecată văzută de New Horizons (17 iulie 2015). |